# Melitaea sikkimensis
Melitaea sikkimensis är en fjärilsart som beskrevs av Moore 1901. Melitaea sikkimensis ingår i släktet Melitaea och familjen praktfjärilar. Inga underarter finns listade i Catalogue of Life.